# Stoianovca, Cantemir
Stoianovca (rusă Стояновка) este un sat în partea de sud-vest a Republicii Moldova, în raionul Cantemir.

## Demografie

### Structura etnică
Structura etnică a localității conform recensământului populației din 2004:
| Grup etnic                                               | Populație | % Procentaj  |
| -------------------------------------------------------- | --------- | ------------ |
| Bulgari                                                  | 1055      | 76,90%       |
| Băștinași declarați Moldoveni Băștinași declarați Români | 226 7     | 16,47% 0,51% |
| Ruși                                                     | 42        | 3,06%        |
| Ucraineni                                                | 27        | 1,97%        |
| Găgăuzi                                                  | 10        | 0,73%        |
| Polonezi                                                 | 3         | 0,22%        |
| Alții                                                    | 2         | 0,15%        |
| Total                                                    | 1372      |              |

## Administrație și politică
Componența Consiliului local Stoianovca (9 consilieri), ales la 5 noiembrie 2023, este următoarea:
|  | Partid                                       | Consilieri | Componență | Componență | Componență | Componență | Componență |
|  | -------------------------------------------- | ---------- | ---------- | ---------- | ---------- | ---------- | ---------- |
|  | Partidul Socialiștilor din Republica Moldova | 5          |            |            |            |            |            |
|  | Partidul „Renaștere”                         | 4          |            |            |            |            |            |